# Sötételf-trilógia
A Sötételf-trilógia (The Dark Elf Trilogy) a Jeges szelek völgye trilógia (The Icewind Dale Trilogy) előzményeit dolgozza fel. A Forgotten Realms világában játszódó trilógiát a TSR kiadó rendelte meg és választásuk R. A. Salvatoréra esett. Az író kezdetben nem tervezte az előzmények megírását, de a Jeges szelek völgye trilógia kiadása után az egyik mellékszereplő, a sötételf Drizzt Do’Urden váratlan sikerét látva elhatározta, hogy külön őrá alapozva elkészíti egy élete kezdeti szakaszát feldolgozó trilógiát. A Sötételf-trilógia rendkívül népszerűségnek örvend és általa R. A. Salvatore széles körben elismert fantasy író lett. Az utolsó rész, a Menedék 1991-ben felkerült a The New York Times best sellers listájára is.

## A trilógia fantáziavilága
A történet hátterét szolgáltató fantáziavilág alapja nem R. A. Salvatore műve, hanem az addigra már népszerű szerepjátékkal foglalkozó Dungeons & Dragons által használt meglévő világ, a Forgotten Realms része volt. Az írónak a megrendelés után ezen világ alapszabályaihoz kellett igazodnia. A trilógia lényegében a TSR termékeinek egyik kiegészítője, amely kezdetben asztali szerepjátékok, később pedig számítógépes szerepjátékokhoz szolgáltatott színes történeteket.

### Forgotten Realms
A Forgotten Realms fantáziavilága leginkább a 13-14. századi feudális Föld berendezkedésére hasonlít. A legnagyobb különbséget a mágiahasználat (többnyire papok és varázslók által) és a számos szerepjátékban megszokott változatos fajok adják, mint például orkok, törpék, elfek, (tündék), goblinok és persze emberek. A trilógia főszereplője a Menzoberranzanban élő Drizzt Do’Urden, a sötét elf, más néven drow.

### Menzoberranzan, a drowok hazája
Menzoberranzan a Neverwinter Nights számítógépes játék egyik színesítő háttértörténete. Később, 1992-ben Ed Greenwood, Salvatore és Douglas Niles közös munkájaként jelent meg egy trilógia (Menzoberranzan: The Famed City of the Drow), amely részletes betekintést ad e sötét világba.
A trilógia első két része, az „Otthon” és a „Száműzött” Menzoberranzan területén játszódik. Ez egy földalatti barlangrendszer, ahova a gonosz pókistennő, Lolth papnője (Menzoberra the Kinless) levezeti a szakadár elfeket, akik később sötételfekké válnak. A drowok ezután egy matriarchális társadalomba szerveződnek. A társadalom alapját a vallás és néhány közös alaptörvény által laza kapcsolatban lévő családok, ún. házak adják, ahol a kiterjedt család feje a legidősebb anya, aki egyben papnő is. A férfiak jó esetben nemzésben vesznek részt, képzett harcosok vagy varázslók lehetnek, de a női család tagok után csak másodrangúak. Rosszabb esetben egyszerű szolgák. A házon belül és a házak között igen szigorú hierarchikus rend uralkodik. Az évszázadok óta vezető ház a Baenre-ké. Az érdemi döntések az első nyolc ház kezében vannak, amelyek a főtanácsot alkotják. Előbbre jutni a rangban lényegében kihalásos úton lehet, amely elősegítése törvényileg tiltott, de drow közösség által hallgatólagosan elfogadott módszer, ha az eset ténye nyilvánosan bizonyíthatatlan marad. A drowok fő jelképe a fekete pók az istennőjük után, amely visszatérő motívum Menzoberranzan területén, akárcsak a nyolcas szám.

## A történet
|  | Alább a cselekmény részletei következnek! |

### Otthon
Aznap, mikor Drizzt megszületik, családja Malice anya vezetésével lerohan egy másik házat, a DeVireket, akik kiestek Lolth kegyeiből. Drizzt a támadás során születik a családi házban, és mint a család harmadik élő fiúgyermekét, fel kívánják áldozni a Pókkirálynőnek. Ezt meghiúsítja az a tény, hogy a második fiú, Dinin, megöli rangban felette álló bátyját, Nalfeint. Így Lolth megkapja az áldozatot, és Drizzt is életben marad. A család tudtán kívül a DeVir ház fia, Alton életben marad, és az Akadémia egyik mesterének álcájában szövetkezik annak öccsével, Masoj Hun’ett-tel. Később a Hun’ett ház Altont akarja használni a Do’Urden ház elleni háborúhoz.
Drizztet nővére, Vierna neveli tíz éven keresztül, megtanítva neki a drow társadalom alapjait, ahol a hímek az alárendeltek (matriarchális társadalom). Megtanulja alkalmazni a veleszületett mágiáját, mint pl. lebegés, sötétséggömb. Vierna Drizzthez hasonlóan a család fegyvermesterének, Zaknafeinnek a gyermeke, így mélyen eltemetve benne is fellelhetőek azok a vonások, mint öccsében; ő mégis elnyomja magában ezeket, hiszen nőként és főpapnőként magasabb, felelősségteljesebb feladata és szerepe van a családban, ezért fokozatosan elveszti együttérzését, és leveti ellenállását. Miután letelt Drizzt életének eme 10 éve (melyre keserédesen emlékszik vissza), hercegapródként szolgálja a családot hat éven keresztül. 
Ezután anyja, Malice anya az Akadémia mágiával foglalkozó részébe akarja küldeni, ám Zaknafein bebizonyítja, hogy a fiú harcosnak született. Apja négy évig tartó kiképzése alatt tökéletes harcossá edződik. Zak nehéz szívvel engedi el az Akadémiára, mert attól fél, fia megfertőződik a drow gonoszsággal. Drizzt újabb 10 évig tanul, ezalatt megismeri és meggyűlöli saját népét (Zaknafeint is, hiszen azt hiszi ő is ugyanolyan, mint a többi sötételf). Az utolsó évben mágiát is tanulnak. Ekkor ismerkedik meg Masoj Hun'ett-tel és annak „háziállatával”, Guenhwyvarral, a fekete párduccal. Guenhwyvar tökéletes mása Drizztnek, ő is rabja Mélysötét gonosz világának. A párduc az asztrális sík lakója, egy ónixszobrocskával lehet előhívni otthonáról, ha meghal az Anyagi Síkon, ide tér vissza gyógyulni. Ő lesz Drizzt egyetlen barátja ebben a sötét, gonosz világban.
Tanulmányainak utolsó évében felszíni hadjáratra vezetik, ahol felszíni elfeket kell lemészárolniuk, ám Drizzt titokban megment egy kislányt, Ellifaint. Egy rajtaütés során az ifjú Drizzt találkozik Belwar Dissengulppal, aki egy mélységi gnóm (Masoj ekkor próbálja először megölni, balesetnek álcázva a dolgot). A gnómok (svirfneblik) tökéletes ellentétei a gonosz drowknak. Ismerik a szeretetet, és nem taszítják el a sebesülteket, gyengéket. Drizzt megmenti Belwar éltét, ám bátyja, Dinin levágja svirfnebli kezeit mielőtt visszaengedné a saját városába. Belwar látja az őszinte fájdalmat Drizzt arcán, és megjegyzi magának. Ugyanebben az évben a Do’Urden ház kiesik Lolth kegyeiből Ellifain megmentése miatt. Drizzt ezt egyedül apjának árulja el, mikor szemtől szemben állnak egymással azzal a szándékkal, hogy megölik egymást. Szerencsére felfedik egymás előtt valódi lényüket, így apa és fia végre egymásra talál. Mikor fény derül Drizzt „árulására”, fel akarják áldozni a Pókkirálynőnek, ám apja életét adja a fiúért:önmaga lesz az önkéntes áldozat. Eközben Masoj Guenhwyvart küldi ki az ifjú sötételf meggyilkolására, ám ő ehelyett megmenti a fiút, és melléáll. Drizzt összecsap Masojjal és Altonnal, ami a két drow halálával végződik. Hazaérve szembesül apja halálával, és végleg elhagyja Menzoberranzant, megtagadva a Pókkirálynőt. Az első kötet azzal zárul, hogy Drizzt búcsút vesz apjától, és Guenhwyvarral az oldalán elhagyja szülővárosát.

### Száműzött
Tíz év telt el az előző kötet eseményei óta. Drizzt azóta él Mélysötét gonosz és veszélyes világában, távol minden társaságtól és civilizációtól, egyetlen társa Guenhwyvar. A renegát csak úgy éli túl a borzalmas helyet, hogy mentálisan elmerül magában, egy olyan tudatállapotba, ahol nincsenek érzelmek, ez a tudatállapot a Vadász. „Hát a fogak és karmok marta sebek lehetnek fájóbbak, mint az üresség és a csend?” – így jellemzi ott töltött éveit Drizzt. Eközben Menzoberranzanban azóta is dúl a háború a Do’Urden és a Hun’ett család között, de eredménytelenül, ugyanis mindkettő család kiesett Lolth kegyeiből (a Do’Urdenek Drizzt miatt, a Hun’ettek pedig Masojék bukásáért). Malice anya onnan reméli családja újabb sikerét és Lolth kegyeinek visszaszerzését, hogy kiküldi Dinint és Brizát öccsük után, azzal a paranccsal, hogy hozzák vissza élve, hogy aztán feláldozhassák. Rátalálnak ugyan Drizztre, de ő a Vadász tudatállapotában kis híján megöli őket, holott megesküdött, hogy többet nem öl drowt. Ettől a tettétől Guenhwyvar menti meg, aki gyakorlatilag lelkiismereteként él vele. A renegát ekkor döbben rá, hogy nem élheti továbbra is ezt az életet, távol mindenkitől, és úgy határoz, elmegy a svirfneblikhez.
Menzoberranzanban a háború véget ér, mégpedig a Hun’ettek vereségével, ugyanis az egyik vezető ház, a Baenre és zsoldoshadserege, a Bregan D’aerthe a Do’Urdenek mellé áll. Malice a Baenre parancsára kénytelen lányává fogadni a Hun’ett család nagyasszonyát, SinaFayt, bár ekkor még senki nem tudja, mi a célja ennek. Drizztet a mélységi gnómok fenntartással fogadják, de szerencséjére ott él Belwar, aki még emlékszik arra, miként mentette meg az életét a drow ifjú. Befogadja őt, és felelősséget vállal érte. A renegát itt érezheti először igazán otthon magát, a biztonságot nyújtó, barátságos svirfneblik között, akik végül igaz barátként tekintenek rá. Szülővárosában Malice anya rájön, hogyan kaphatná el fiát, végleg elpusztítva őt. Lolth legnagyobb ajándékát, a Zin-Carlát hívja segítségül. Ez egy harag-szellem, egy feltámasztott halott, amely irányítójának minden mentális parancsát elvégzi. Ehhez áldozatnak SinaFayt, és „alapanyagnak” Zaknafein testét és szellemét használja fel.
Drizzt teljes mértékben beilleszkedik új barátai közé. Ekkor azonban az a hír borzolja a kedélyeket, hogy sötételfek garázdálkodnak a környéken, erre bizonyíték a rengeteg lemészárolt goblin. A drow sejti, hogy a dolognak hozzá van köze, ezért a király kérésére elhagyja a várost, ám ezúttal barátja, Belwar is csatlakozik hozzá. Együtt járják Mélysötétet, minden különösebb cél nélkül. Számos kaland (mint pl. az illithideknél való raboskodás) után szembetalálják magukat a Zin-Carlával. Zaknafeinben azonban még él lénye maradéka, és nem hajlandó megölni tanítványát, ehelyett átveszi teste irányítását Malice-tól, és megsemmisíti magát. Malice anya kimerülten ébredve a varázslatból, rémülten veszi észre, hogy háza ostrom alatt áll. A Baenre ház Lolth parancsára lerohanja és majdnem teljesen megsemmisíti a Do’Urden családot, csak Vierna és Dinin marad életben, utóbbiban a zsoldosvezér Jarlaxle Baenre értéket lát, és életéért cserébe besorozza a seregébe. Közben Drizzt egyik kalandok során megismert bajtársát, Kopáncsot, a peket megöli egy gonosz, a felszínről jött varázsló (valójában a varázsló azáltal, hogy a kis peket kampósrémmé változtatta, lassú halálra ítélte Kopáncs személyiségét, ugyanis rövidesen igazi tudat nélküli szörny lett volna. Az élőhalott Zaknafein ölte meg). Drizztnek annyira elege lesz Mélysötét hasonló borzalmaiból, hogy megérik benne az elhatározás: szerencsét próbál a fény világában.

### Menedék
|  | Itt a vége a cselekmény részletezésének! |

## A trilógia szereplői és fajok

### A trilógia szereplői
- Drizzt Do’Urden: A történet főszereplője, a renegát sötételf. Kiváló kézügyessége révén harcosnak tanítják. Specialitása a két kard kezelése, köszönhetően annak, hogy mindkét kezét kiválóan uralja. Később a felszínen „kószává” (ranger) válik némi tanulás után, ez egyben a szerepjáték besorolása is.
- Guenhwyvar: Drizzt mágikus párduca és hű társa a harcokban. Egy másik létsík lakója, állandó fizikai alakja Drizzt világában egy kis szobor.
- Malice Do’Urden anya: A Do’Urden ház feje, Drizzt anyja. A legfőbb célja, hogy a Do’Urden házat előre juttassa a társadalmi ranglétrán, bármi áron.
- Zaknafein Do’Urden: Malice ágyasa, Drizzt apja és egyben a Do’Urden ház fegyvermestere. Hasonló érzésekkel küzd, mint Drizzt, de a sötételf társadalomtól elszakadni sose tud. Belső dühét fajának gyilkolásában éli ki hadjáratok idején.
- Rizzen Do’Urden: Malice ágyasa, Nalfein, Dinin és Maya apja.
- Briza Do’Urden: Malice legidősebb lánya, a leendő nagyasszony. A Do’Urden ház bukásakor megölik.
- Vierna Do’Urden: Malice második lánya, Zaknafein idősebbik gyermeke. Megvannak benne azoknak a jó tulajdonságoknak az alapjai, melyek Drizztet elidegenítik fajától, de benne nem fejlődnek ki.
- Dinin Do’Urden: Malice másodszülött fia, egy vérszomjas gyilkos, akit csak az ölés vidít fel. Meggyilkolja bátyját, Nalfeint, így ő lesz a ház első fia. A harcos akadémia mestere 10 évig. Háza bukása után a zsoldosok fogadják maguk közé.
- Maya Do’Urden: Malice legfiatalabb lánya.
- Arcnélküli: Másik nevén Gerloos Hun’ett, a Hun’ett ház legidősebb varázslója. A varázsló akadémián tanít. Masoj Hun’ett öli meg, majd Alton DeVir a helyébe lép.
- Alton DeVir: A kiirtott DeVir ház utolsó életben maradt tagja, úgy marad életben, hogy megölt mestere helyébe lép.
- Masoj Hun’ett: A Hun’ett ház legfiatalabb fia, aki varázslást tanul.
- SiNaFay Hun’ett/Shi’nayne Do’Urden: A Hun’ett ház nagyasszonya, akit a ház legyőzése után befogadott ellensége, Malice Do’Urden, de csak azért, hogy később egy sötét varázslatban feláldozhassa.
- Yvonnel Baenre anya: A Baenre család feje, Menzoberranzan leghatalmasabb sötételfje.
- Jarlaxle Baenre: A Bregan D’aerthe zsoldoscsapat vezére.
- Belwar Dissengulp: A svirfnebli faj tagja, Drizzt barátja, majd társa vándorlásai során a Mélysötétben.
- Schnicktick király: A svirfneblik királya. Befogadja Drizztet, de mikor a többi drow vadászni kezd rá, saját népe biztonsága érdekében el kell küldenie.
- Kopáncs: A pek faj tagja. Egy gonosz varázsló kampósrémmé változtatta, Drizzt és Belwar pedig segíteni próbáltak rajta, mielőtt eredeti tudata kihuny.
- Thistledown család: Ember család, akikkel Drizzt a felszínre kerülve találkozik és sikertelenül próbál összebarátkozni. Ulgulu megöli mindannyiukat, és Drizztre tereli a gyanút.
- Ulgulu: A gonosz alakváltó Barghest faj tagja. Mikor Drizzt megöli pár harcosát, Ulgulu felveszi Drizzt alakját és megöli a Thistledown családot, hogy a sötételfre terelje a gyanút.
- Tephanis: Egy sprite, Ulgulu szolgája.
- Roddy McGristle: Ember fejvadász, Thistledownék ismerőse, aki el akarja pusztítani Drizztet.
- Dove Falconhand: Ember kósza, akit segítségül hívnak Drizzt felkutatására és megölésére, de rájön, hogy Drizzt nem gonosz és nem ő a gyilkos, ezért nem bántja.
- Kellindil: Elf íjász, Dove Falconhand csapatának tagja.
- Montolio DeBrouchee: Drizzt első barátja és mentora, miután elhagyta Mélysötétet. Bár megvakult egy harcban, többi érzékszerve használatával továbbra is képes harcolni.
- Graul: Az orkok királya. Montolio és Drizzt legyőzik.
- Bruenor Battlehammer: törpe, a Jeges szelek völgyében él, később Drizzt legjobb barátja lesz.
- Catti-brie: Bruenor örökbe fogadott ember lánya, aki összebarátkozik Drizzttel.

### A trilógiában szereplő fajok
- baziliszkusz: több létsíkon, így Mélysötét alagútjaiban is rettegett szörnyetegek, tekintetük kővé változtatja azt, aki belenéz
- drowok: Más néven sötételfek. A felszíni elfek szakadár, gonosz testvérei, akik Lolth, a Pókkirálynő nevű gonosz istenség hatása és kaotikus lényének imádata alá kerültek. Bőrük sötét és hajuk fehér-ezüst színű. Ők Menzoberranzan uralkodó faja. Szadista és magukat felsőbbrendűnek tartó nép. Idegeneket nem tűrik és megölik a betolakodókat. Legjobban a felszíni rokonaikat gyűlölik és időnként éjszaka gyilkos portyákat vezetnek ellenük.
- mélységi gnómok vagy svirfneblik: Becsületes bányász népség, aki kiváló mérnökök. A drowok gyakran sanyargatják őket.
- goblin: A drow és gnóm fajokhoz képest primitívebb lények, erőszakos és buta rablónépség.
- illithidek v. agyfürkészek: telepatikus, hangyaszerű társadalomban élő faj. Testük ember-, fejük polipszerű. Lassan kiszívják áldozataik elméjét, lélek nélküli rabszolgává változtatva őket.
- kampósrémek: Mélysötét szörnynépeinek egyike, páncélos testű, agresszív és gyilkos népség.
- pekek: rejtélyes, békés lények, akik élete erősen kötődik a kövekhez.
- yochlolok vagy komornák: Lolth követei, anyagi testtel nem rendelkező lények, akik Lolth nevében parancsokat osztogatnak a drowoknak.

## Drizzt Do'Urden a regény ciklus után
Drizzt Do'Urden és általa a sötételfek kultikus figurává váltak. A regény után számtalan folytatás készült könyv formában, majd 2005. júniusában képregényként is megjelenik. Mélysötét világának széles rajongótábora alakult ki.

## Magyarul
- Otthon. A Sötét elf-trilógia első kötete; ford. Hoppán Eszter; Valhalla Páholy, Bp., 1994
- Száműzött. A Sötét elf-trilógia második kötete; ford. Hoppán Eszter; Valhalla Páholy–Hibiszkusz, Bp., 1994
- Menedék. A Sötét elf-trilógia befejező kötete; ford. Hoppán Eszter; Valhalla Páholy–Hibiszkusz, Bp., 1994

## Külső hivatkozások
- Drizzt Do'Urden képek (videóba ágyazva)